# Isaak Szapiro
Isaak Iljicz Szapiro (ros. Исаак Ильич Шапиро, ur. w listopadzie 1895 w Borysowie, zm. 5 lutego 1940) – Żyd, radziecki polityk, działacz partyjny, funkcjonariusz służb specjalnych, starszy major bezpieczeństwa państwowego, szef Sekretariatu NKWD ZSRR (1937-1938).

## Życiorys
W 1912 skończył 5 klas szkoły realnej, później pracował w sklepie manufakturowym w Moskwie, od kwietnia do grudnia 1915 służył w rosyjskiej armii. Od maja 1918 do maja 1922 żołnierz Armii Czerwonej, od września 1919 członek RKP(b)/WKP(b). Od maja 1922 zastępca szefa i szef ochrony Ludowego Komisariatu Finansów RFSRR, później szef wydziału tego komisariatu, 1923-1927 studiował w Moskiewskim Instytucie Przemysłowo-Ekonomicznym, pomocnik szefa Zarządu Dochodów Państwowych Ludowego Komisariatu Finansów ZSRR, od września 1929 do sierpnia 1930 zastępca przewodniczącego Sektora Organizacyjnego Państwowego Komitetu Planowania (Gospłanu) ZSRR. Od sierpnia do grudnia 1930 starszy inspektor Ludowego Komisariatu Rolnictwa ZSRR i Centralnej Komisji Kontroli WKP(b), od grudnia 1930 do marca 1934 kierownik grupy górniczo-paliwowej Ludowego Komisariatu Rolnictwa ZSRR/Centralnej Komisji Kontroli WKP(b), w marcu-kwietniu 1934 zastępca kierownika grupy Komisji Kontroli Radzieckiej przy Radzie Komisarzy Ludowych ZSRR, od kwietnia 1934 do kwietnia 1935 kierownik sektora przemysłu paliwowego Wydziału Przemysłowego KC WKP(b). Od kwietnia 1935 do 8 kwietnia 1937 referent sekretarza KC WKP(b) Nikołaja Jeżowa, równocześnie pomocnik przewodniczącego Komisji Kontroli Partyjnej przy KC WKP(b), od 8 stycznia do 5 lipca 1937 zastępca szefa Sekretariatu NKWD ZSRR, od 14 marca 1937 major bezpieczeństwa państwowego, od 5 lipca 1937 do 28 marca 1938 szef Wydziału 9 Głównego Zarządu Bezpieczeństwa Państwowego, 5 listopada 1937 awansowany na starszego majora bezpieczeństwa państwowego, od sierpnia 1937 do 4 października 1938 szef Sekretariatu NKWD ZSRR, równocześnie od 28 marca do 13 listopada 1938 szef Wydziału 1 Specjalnego NKWD ZSRR. Deputowany do Rady Najwyższej RFSRR 1 kadencji. 
13 listopada 1938 aresztowany, 4 lutego 1940 wraz z innymi funkcjonariuszami NKWD skazany na śmierć przez Wojskowe Kolegium Sądu Najwyższego ZSRR, następnie rozstrzelany. 28 listopada 1956 pośmiertnie zrehabilitowany.

## Odznaczenia
- Order Czerwonej Gwiazdy (19 grudnia 1937)
- Medal jubileuszowy „XX lat Robotniczo-Chłopskiej Armii Czerwonej” (22 lutego 1938)
- Odznaka „Honorowy Funkcjonariusz Czeki/GPU (XV)” (9 maja 1938)